# Oh By Jingo!

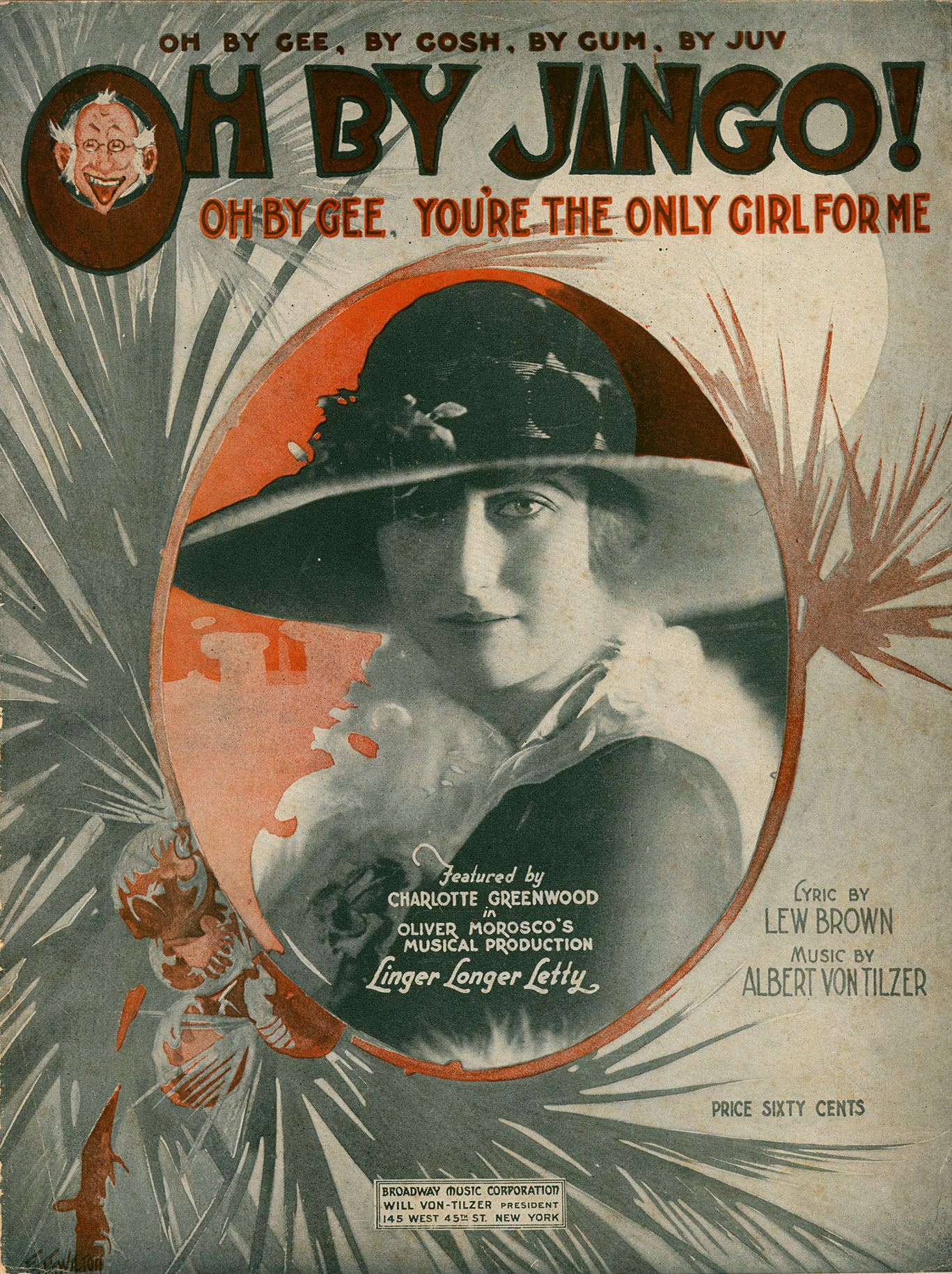
Couverture d'une partition de Oh! By Jingo! en 1919 avec la chanteuse Charlotte Greenwood.

Oh! By Jingo! (Oh By Gee, You're the Only Girl for Me), titrée aussi plus simplement Oh By Jingo!, est une chanson pop écrite par Albert von Tilzer (en) (musique) et Lew Brown (paroles), publiée en 1919.

## Contexte
Tilzer et Brown ont écrit Oh! By Jingo! (Oh By Gee, You're the Only Girl for Me) pour la comédie musicale Linger Longer Letty, produite par Oliver Morosco (en), dans laquelle la chanson était présentée par Charlotte Greenwood. The Tin Pan Alley Song, populaire aux États-Unis au début des années 1920, qui jouait sur des éléments exotiques tant dans les paroles que dans la musique, était l'une des chansons préférées du jeune Leonard Bernstein.

## Premiers enregistrements et reprises ultérieures

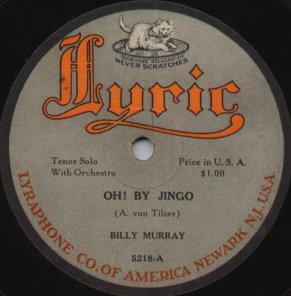
Étiquette du disque « Lyric Records » de la chanson chantée par Billy Murray en 1919.

Parmi les musiciens qui ont interprété la chanson à partir de 1920, on trouve l'American Quartet (Edison Blue Amberol 4041), Harry A. Yerkes (Vocalion), Ted Lewis (Columbia), Billy Murray (Lyric Records 5218), Nora Bayes, Frank Crumit (Columbia A2935), le Rega Dance Orchestra (Okeh) et Margaret Young (Victor 18666).
En Allemagne, le pionnier du jazz Eric Borchard (de) a enregistré Oh! By Jingo! chez Polyphon sous le nom de « Eric Concerto's Yankee-Jazz-Band ». Le pianiste Adam Gelbtrunk a enregistré le titre sous le nom de « Joe Yellowstone » pour Vox. Toujours chez Vox à Berlin, le « Romanoffs Jazzband », dirigé par Boris Romanoff, a enregistré le titre en avril 1922.
Le discographe Tom Lord liste dans le domaine du jazz (The Jazz Discography (en)) un total de 53 reprises (en 2016), entre autres à partir de 1933 par The Three Keys, Gene Kardos (en), Clancy Hayes (en), Eddie DeLange, Ella Logan (en), Arthur Young (de), Lu Watters (en), Cy Watts, Frank Froeba (en), Eddie Condon, Benny Goodman, Billy May, Bobby Hackett (en), Vic Dickenson, Jacques Gauthé, Bill Allred, Keith Ingham (en) ainsi que de nombreux groupes de Dixieland, Hillbilly, Country et Stringband (en),. Oh By Jingo! a été utilisée entre autres dans le film La Blonde incendiaire (Incendiary Blonde, 1945, réalisé par George Marshall), où elle a été interprétée par Betty Hutton. Chet Atkins et Burl Ives ont également repris cette chanson pop.
Dans le film musical Des jupons à l'horizon de 1952 (Skirts Ahoy!), Debbie Reynolds et Bobby Van dansent et chantent Oh By Jingo!.
Spike Jones en a fait une version rapide et comique.
Marcel Dadi a adapté en 1974 la musique à la guitare avec Oh, By Jingo! Oh, By Gee de son album La guitare à Dadi – volume 3.
Katsuhiko Haida (en) l'a ajouté à son répertoire .
Hugh Laurie l'a chanté au piano dans un des épisodes de Jeeves and Wooster au début de la décennie 1990.
Plus récemment, le groupe Reverend Horton Heat l'a interprétée dans l'album Laughin' & Cryin' with the Reverend Horton Heat (en) en 2009.